# Franciel Hengemühle
Franciel Rodrigo Hengemühle (* 17. Februar 1982) ist ein brasilianischer Fußballspieler, der im Lauf seiner Karriere im deutschsprachigen Raum bei Eintracht Frankfurt, dem 1. FC Eschborn und dem FC Schaffhausen spielte.

## Karriere
Hengemühle kam im Sommer 2002 zusammen mit seinem Landsmann Matheus Vivian zu Eintracht Frankfurt, wurde dort aber vornehmlich in der zweiten Mannschaft in der Regionalliga Süd eingesetzt. Nach einem Abstecher zum 1. FC Eschborn wechselte er zur Saison 2004/05 in die Schweizer Super League zum FC Schaffhausen. Bereits nach einer Saison zog es ihn weiter zu Debreceni Vasutas SC nach Ungarn und im Anschluss zurück in seine Heimat, wo er für São José EC aktiv war. 2007 kehrte er abermals nach Europa zurück und unterschrieb einen Vertrag beim italienischen Viertligisten Gela Calcio, mit dem er den Aufstieg in die Serie C1 schaffte. Weitere seiner Stationen in Italien waren die dritt- und viertklassigen Mannschaften von Valle del Giovenco und L’Aquila Calcio.